# Martin Løwstrøm Nyenget
Martin Løwstrøm Nyenget (1 april 1992) is een Noorse langlaufer.

## Carrière
Nyenget maakte zijn wereldbekerdebuut in maart 2014 in Oslo. In maart 2015 scoorde hij, dankzij een vierde plaats in Lahti, zijn eerste wereldbekerpunten. In februari 2020 stond de Noor in Östersund voor de eerste maal in zijn carrière op het podium van een wereldbekerwedstrijd. Op 6 maart 2022 boekte Nyenget in Oslo zijn eerste wereldbekerzege.

## Resultaten

### Wereldbeker
| Legenda | Legenda            |
| ------- | ------------------ |
| TdS     | Tour de Ski        |
| NO      | Nordic Opening     |
| LT      | Lillehammer Triple |
| RT      | Ruka Triple        |
| WBF     | Wereldbekerfinale  |
| STC     | Ski Tour Canada    |
| ST      | Ski Tour           |

Eindklasseringen
| Seizoen   | Algm | DI  | SP  | TdS |
| --------- | ---- | --- | --- | --- |
| 2014/2015 | 91e  | 52e | –   | –   |
| 2015/2016 | 53e  | 30e | 66e | –   |
| 2016/2017 | 42e  | 36e | 44e | –   |
| 2018/2019 | 54e  | 34e | 65e | –   |
| 2019/2020 | 18e  | 18e | 46e | DNF |
| 2020/2021 | 50e  | 28e | –   | –   |
| 2021/2022 | 7e   | 4e  | 65e | 12e |

Wereldbekerzeges
| Nr. | Datum        | Plaats | Onderdeel                          |
| --- | ------------ | ------ | ---------------------------------- |
| 1.  | 6 maart 2022 | Oslo   | 50 km klassieke stijl (massastart) |